# Euin
Euin (muerto en 595), también transcrito como Ewin o Eoin, fue el primer Lombardo Duque de Trento (a partir de 569) en el gobierno de los Duques, un interregno (575-585) durante el cual el Reino de Italia fue gobernado por los magnates provinciales, un total de treinta duques. Euin participó en varias guerras durante su largo reinado. La fuente principal sobre su carrera es la Historia Langobardorum de Pablo el Diácono.
En 584, los reyes Francos Gontrán de Borgoña y Childeberto II de Austrasia invadieron el noroeste de Italia. La fortaleza Anagnis, al norte de Trento, se rindió a ellos y, fue posteriormente víctima de una expedición de saqueo por parte de Ragilo, el conde Lombardo de Lagaris. Ragilo y su ejército, sin embargo, fueron atacados en el campo de "Rotalian" por un ejército franco mandado por Chramnichis. Ragilo y muchos de sus seguidores murieron y Chramnichis siguió "devastando Trento", pero probablemente esta frase (en Pablo el Diácono), no se refiere a una ocupación franca de la propia ciudad, sino al saqueo de sus alrededores. En Salurnis, Euin, el duque de Trento, emboscó y mató a Chramnichis. Recuperó los botines tomados por los francos y Ragilo y expulsó a los Francos del ducado de Trento.
Pablo escribe que fue en esta época cuando Segeberto I de Austrasia fue asesinado por Chilperico I de Neustria (584), que Euin se casó con una hija de Garibaldo I, al que Pablo se refiere como "rey de los Bávaros". La hermana mayor de la esposa de Euin era Teudolinda, que en 589 se casó con el rey Lombardo Autario.
En el 587 Autario envió un ejército a Istria mandado por Euin. Euin consiguió establecer la paz durante un año y regresó con un gran tributo para Autario. En 590 Childeberto invadió Italia con un ejército liderado por veinte de los duques, en especial Audualdo, Olo, y Cedinus. Olo murió cuando intentaba capturar Bilitio y Audualdo, con otros seis duques, acamparon fuera de Milán para aguardar la llegada del emperador Bizantino Mauricio, que nunca se presentó. Cedinus y otros trece duques, invadió el noreste, y se marchó hacia el oeste. En el ducado de Trento destruyó las fortalezas de Tesana, Maletum, Sermiana, Appianum, Fagitana, Cimbra, Vitianum, Bremtonicum, Volaenes, y Ennemase. Sus hombres se vieron afectados por la disentería y los refuerzos bizantinos se retrasaban, lo que obligó a Cedinus a aceptar una tregua de diez meses y regresar a través de los Alpes. En mayo de 591, el sucesor de Autario, Agilulfo, envió a Agnellus, Obispo de Trento, a la corte Franca de Brunilda para asegurar el rescate de varios prisioneros trentinos capturados en la guerra anterior. En esa época, Euin negoció una paz con tlos francos.
Euin murió en enero de 595, siendo reemplazado por Gaidoald, descrito por Pablo como "un buen hombre y un Católico en la religión".